# Neosparassus salacius
Neosparassus salacius är en spindelart som först beskrevs av Ludwig Carl Christian Koch 1875.  Neosparassus salacius ingår i släktet Neosparassus och familjen jättekrabbspindlar. Inga underarter finns listade i Catalogue of Life.